# Kämmericher Senke
Kämmericher Senke este o arie protejată (arie de protecție specială avifaunistică — SPA) din Germania întinsă pe o suprafață de 8 ha, integral pe uscat.

## Localizare
Centrul sitului Kämmericher Senke este situat la coordonatele 53°52′17″N 12°45′46″E / 53.8714°N 12.7628°E.

## Înființare
Situl Kämmericher Senke a fost declarat arie de protecție specială avifaunistică în aprilie 2008 pentru a proteja 12 specii de animale.

## Biodiversitate
Situată în ecoregiunea continentală, aria protejată nu include niciun habitat protejat.
La baza desemnării sitului se află mai multe specii protejate de  păsări (12): pescăruș albastru (Alcedo atthis), buhai de baltă (Botaurus stellaris stellaris), chirighiță neagră (Chlidonias niger), erete de stuf (Circus aeruginosus), ciocănitoarea de stejar (Dendrocopos medius), codalb (Haliaeetus albicilla), sfrâncioc roșiatic (Lanius collurio), pescăruș râzător (Larus ridibundus), gaia neagră (Milvus migrans), gaia roșie (Milvus milvus), vultur pescar (Pandion haliaetus), chiră de baltă (Sterna hirundo).